# 박대식 (축구 선수)
박대식(한국 한자: 朴大植, 1984년 3월 3일 ~ )은 대한민국의 전 축구 선수이며, 포지션은 수비수였다.